# Hybos maoershana
Hybos maoershana är en tvåvingeart som beskrevs av Yang 1995. Hybos maoershana ingår i släktet Hybos och familjen puckeldansflugor.
Artens utbredningsområde är Guangxi (Kina). Inga underarter finns listade i Catalogue of Life.